# پائولو کوستا (شاعر)

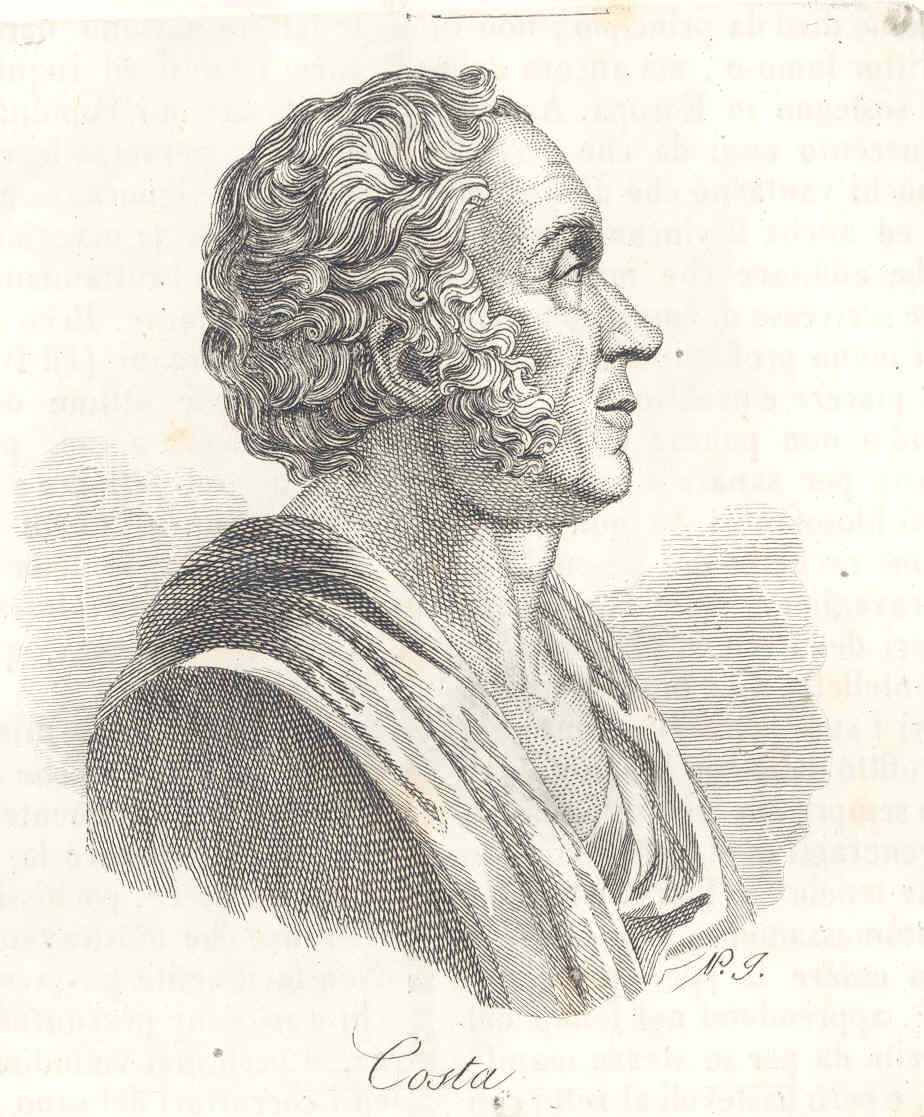
پرتره کوستا

پائولو کوستا (به ایتالیایی: Paolo Costa)؛ (۱۳ ژوئن ۱۷۷۱، راونا – ۲۰ دسامبر ۱۸۳۶، بولونیا  ) شاعر، نویسنده و فیلسوف ایتالیایی بود.  فرزند دومنیکو کوستا و لوکرزیا ریچارلی، تحصیلات خود را در سال ۱۷۸۰ در راونا شروع کرد. سپس به پادوآ نقل مکان کرد و در آنجا زیر نظر ملکیور سزاروتی و سیمون استراتیکو تحصیل کرد. تحصیلات او با تهاجم و اشغال فرانسه در سال ۱۷۹۷ متوقف شد، که در طی آن او سمت‌های دولتی را در راونا و بولونیا داشت.
از سرگیری مطالعات علوم انسانی، زیر نظر جووردانو بیانکی دوتتولا، دیونیچی استروگی و پیترو جوردانی بود و در زمان پادشاهی ایتالیا، کرسی فلسفه را ابتدا در دبیرستان دولتی ترویزو و سپس در بولونیا به دست آورد.
او در سال ۱۸۳۲ به بولونیا بازگشت و چند سال بعد در آنجا درگذشت.